# Carlo Little
Carlo Little (17. prosince 1938, Londýn, Anglie, Spojené království — 6. srpna 2005, Cleadon, Tyne and Wear) byl anglický rockový bubeník, který krátce hrál se skupinou The Rolling Stones.